# Charivari (rituel)
Pour les articles homonymes, voir charivari.
Un charivari  est un rituel observé en France depuis le XIVe siècle, dans lequel un groupe de personnes masquées se rassemble la nuit devant chez quelqu'un afin de faire beaucoup de bruit et ainsi lui donner la honte. Cette pratique, offre des similitudes avec les processions dionysiaques telles que décrites par Apulée dans l'âne d'or, et connaît des pendants dans de nombreuses autres sociétés, avec notamment la rough music en Angleterre, la Katzenmusik et le Haberfeldtreiben en Allemagne. Il est vraisemblable que cette pratique soit bien antérieure aux premiers témoignages écrits. Le charivari est un ancêtre de la casserolade d'aujourd'hui.

## Historiographie
L'histoire du charivari a intéressé des historiens de gauche comme Natalie Zemon Davis et Edward Palmer Thompson dans les années 70, à la suite des mouvements étudiants et populaires de 1968.

## Histoire

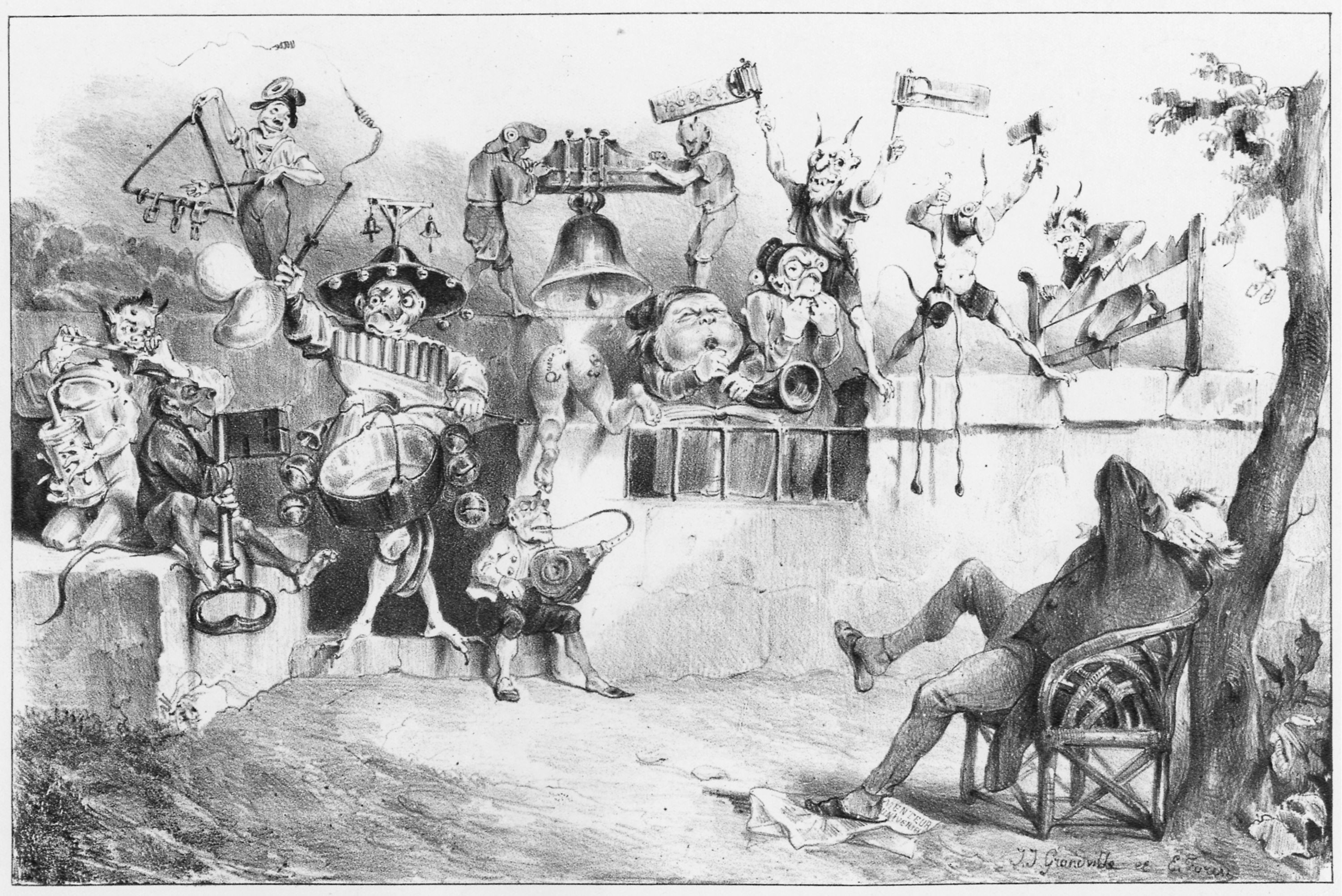
Charivari (lithographie de Grandville).

Dans l'histoire, le charivari est généralement un cortège dans lequel de nombreux musiciens et passants font du bruit avec toutes sortes d'objets, généralement détournés de leur usage traditionnel (ustensiles de cuisine), ou instruments rudimentaires tels que crécelle, claquoir ou tambour à friction. Ce cortège est une démarche symbolique de la part des charivarieurs, une démonstration empreinte de violence morale et parfois physique visant à sanctionner des personnes ayant enfreint les valeurs morales et (ou) les traditions d'une communauté.
Le terme désigne aussi bien le défilé en lui-même qu'un bruit discordant généré par de nombreuses personnes, du tapage ou encore du bruit accompagné de désordre. Dans ce dernier cas, on parle aussi de chahut.

### DuXIVeauXVIIIesiècle
Dès le XIVe siècle, des condamnations prononcées par les autorités catholiques attestent de la pratique du charivari. À cette époque, il se tient généralement à l'occasion d'un mariage jugé mal assorti (c'est notamment le cas des charivaris organisés lors du mariage d'un homme âgé avec une jeune femme) ou d'un remariage (notamment quand un veuf ou une veuve se remarie trop vite après le décès de son premier conjoint : il s'agit alors d'un rite funéraire dans lequel le bruit est le seul moyen d'expression du défunt). Le charivari pouvait durer très longtemps, tant que les personnes mises en cause n'acceptaient pas de verser une sorte de rançon, comme au minimum offrir à boire aux participants, et souvent de « courir l'âne » (asoade en Gascogne) : les conjoints devaient enfourcher un âne, la femme dans le bon sens, l'homme à l'envers, tourné vers le derrière et tenant en main la queue de l'animal, au milieu de la foule qui les conspuait. Ces rituels effectués, le calme revenait. Si les personnes incriminées refusaient de « courir l'âne », ils étaient remplacés par des comparses qui jouaient leur rôle, mais en ce cas c'est leur position au sein de la communauté qui était gravement compromise. Les autorités interdisaient la pratique du charivari qui troublait l'ordre public. Un usage de substitution, essentiellement plus discret et garantissant l'anonymat des participants, fut alors, en Gascogne, Béarn et Pays basque, la jonchée, qui consistait à unir les domiciles des deux personnes accusées d'adultère par une jonchée de feuillage, de fleurs, de paille ou d'objets hétéroclites. On trouve trace de cette tradition dans le Roman de Fauvel, admonitio (mise en garde pour le roi) composé par Philippe de Vitry durant le XIVe siècle.[réf. souhaitée]
Le bal des ardents est décrit comme « une sorte de charivari » par Jean-Patrice Boudet.
À Québec en 1683, un charivari sanctionne le mariage de la veuve de François Vézier trois semaines après le décès de son époux. Jugeant le mariage trop hâtif, les manifestants se réunissent sous les fenêtres de la maison du couple durant six jours, réclamant une amende. François de Laval intervient pour mettre fin au charivari avec la menace d'excommunication. Son intervention reflète la position de l'Église face au charivari, jugé comme empiétant sur ses prérogatives de pardon. De plus, certains charivaris pouvaient mal virer avec violence physique et décès. René Hardy note que les charivaris, généralement menés par de jeunes hommes célibataires, sanctionnent des conceptions de la morale sexuelle qui sont souvent empreintes de misogynie.
Dès le XIXe siècle, la régulation de la sexualité est devenue une question de discipline intime et le charivari a donc perdu son rôle dans la sphère publique, mais il a été transformé pour devenir un outil de manifestation politique. Dans le même mouvement, les cérémonies de mariage sont devenues davantage tournées vers des idéaux individualistes d'amour romantique.

### XIXeetXXesiècles
Les archives relatent des charivaris à l'encontre de personnalités politiques dans les années 1830, menés avec l'intention de donner honte pour des comportements déloyaux, par exemple de la part d'un député qui aurait trahi ses citoyens électeurs.
Dans le Labourd, le charivari acquiert une fonction politique après la Seconde Guerre mondiale. Cette évolution s'observe aussi dans le reste de l'hexagone. Le charivari a ainsi façonné l'avènement de la casserolade.

## Rapport du charivari aux autres formes de rituels
Le charivari français a été comparé à beaucoup d'autres formes de rituels dans le reste de l'Europe et du monde. Par exemple, le capramarito des Italiens est très semblable. En tant qu'objet d'étude abordé principalement par les folkloristes, les différentes pratiques qui ont été reliées sous la catégorie du charivari ont en commun un caractère populaire et traditionnel. Dans la phase moderne du charivari, il a été associé à toutes les formes festives et carnavalesques de manifestation politique. Dans cette acception, la charivari est surtout retenu comme représentatif du pouvoir que peuvent acquérir dans les rapports de force politique la créativité et la performance artistique. Justyna Laskowska-Otwinowska note l'importance du féminisme qui est aujourd'hui le principal facteur de la vitalité du charivari comme forme de manifestation festive et axée sur la honte.

### Tradition maritime à l'ère de la voile
Le Charivari, dans le langage bien particulier des marins de la voile (XVIII° , XIX° et début du XX° siècle) avait une acception précise, légèrement différente de sa variante "terrienne".  Comme le baptême de la Ligne (le passage de l'Equateur et ses rites burlesques) le Charivari  a été maintes fois décrit par des mémorialistes de la voile comme le Commandant Armand Hayet ou des voyageurs embarqués au  long cours sur des grands voiliers. Lors d'un effort violent et collectif (en particulier le dur travail au cabestan manuel pour déraper l'ancre c.a.d. l'arracher du fond où elle pouvait être profondément envasée) l'équipage pouvait spontanément s'autoriser la licence du Charivari pour se donner du coeur à l'ouvrage et fournir son effort maximum.
Un matelot s'écriait "Charivari!" et les autres, formant choeur, répondaient "et pour qui ?" ....suivait une litanie Ad Hominem de rimes en "I" un brin vachardes, et très approximatives, hurlées à tue-tête, visant les officiers , la maistrance , le cuisinier du bord...etc complétées par le mot "aussi"
-Charivari!
-Et pour qui ?
-Pour le "Yeutenant" , un abruti !
-et pour le "Grand Mât" (comprendre le commandant du navire) qu'a une épée aussi!
Admise à bord des navires de commerce , tolérée sur les navires de guerre à l'époque de la Restauration et de la Monarchie de Juillet cet exutoire fut de plus en plus réprimé à bord des navires de guerre de la marine du second empire...où d'ailleurs l'introduction progressive de la machine à vapeur (y compris pour manoeuvrer les treuils et cabestans) finit par reléguer le Charivari maritime parmi les traditions désuètes.

## Monde anglais
Chez les gens anglais, le charivari a été comparé à ce qui est appelé rough music, skimmington ou bien en Amérique shivaree par adaptation du mot français. On le retrouve également en Nouvelle-Écosse au long du XXe siècle. Pauline Greenhill observe que les charivaris au Canada sont parfois costumés, mais le plus souvent tenus en habits ordinaires. Aux États-Unis, le rituel s'est transformé et a perdu son objectif de donner honte aux mariés, devenant une forme de simple festivité nuptiale.

## Monde allemand
Il existe de nombreuses pratiques similaires au charivari dans l'histoire du monde allemand, généralement regroupées sous l'appellation de Rügebräuche ou Rügegericht, en français « réprimandes ». On y compte notamment la Katzenmusik (musique de chats). La pratique la plus formalisée est celle du Haberfeldtreiben en Bavière.

### Haberfeldtreiben
Le Haberfeldtreiben est attesté du XVIIIe à la fin du XIXe siècle, essentiellement dans la région des préalpes bavaroises entre l'Inn et l'Isar. Au cours de cette période, il s'est transformé d'une manifestation plutôt inoffensive du type Katzenmusik à une pratique du monde du crime organisé. Des auteurs de littérature et des artistes s'en sont inspirés dans leurs œuvres, dans des versions idéalisées. Le Haberfeldtreieben a par la suite été érigé en exemple de soi-disant moralité germanique par le nazisme. Au XIXe siècle, les « Haberer » formaient une société secrète bien organisée afin de pouvoir planifier et organiser leurs actions malgré les persécutions policières. Après le fameux Haberfeldtreiben de Miesbach en 1893, plus de 100 Haberer sont arrêtés et condamnés, pour certains à des peines de prison de plusieurs années. Récemment, des associations de paysans de Haute-Bavière ont mené à plusieurs reprises des actions de protestation en utilisant des éléments du Haberfeldtreiben.

#### Manifestations de 2008 et 2009
Le Haberfeldtreiben a été interdit par la police en 1922 en raison d'excès et n'a subsisté qu'en secret. En novembre 2008, il a connu une tentative de renaissance très controversée lorsque de nombreux producteurs laitiers de la commune de Ruhstorf an der Rott ont manifesté bruyamment contre la politique du Deutscher Bauernverband et de son président Gerd Sonnleitner en raison de la nouvelle baisse importante du prix du lait sur le marché local. Les participants s'en sont tenus à bien des égards au modèle historique. La fonction de Haberfeldmeister (litt. maître du Haberfeld) fut attribuée à un éleveur de bovins de Kronach. La ferme de Sonnleitner, où environ 150 personnes se sont rassemblées pour une contre-manifestation, se trouve à quelques centaines de mètres seulement de la place du marché. La manifestation, co-initiée par la Arbeitsgemeinschaft bäuerliche Landwirtschaft (de), est restée non-violente. L'action a été vivement critiquée par le Deutscher Bauernverband. L'année suivante, l'action est répétée,.
Une manifestation similaire a lieu le 3 juin 2009 devant la Chancellerie de l'État de Bavière à Munich. L'Arbeitsgemeinschaft für bäuerliche Landwirtschaft avait appelé à une manifestation sous la forme d'un Haberfeldtreiben, sous la houlette de Anton Prechtl. Six cent cinquante paysans s'y sont rassemblés pour protester contre les conditions économiques générales de l'agriculture en Bavière. La manifestation a été critiquée, entre autres, par la ministre de la justice Beate Merk.

## Monde espagnol
Entre 1960 et 2020 en Espagne, la pratique de la cencerrada nuptiale s'efface en faveur de la cacerolada politique importée des traditions d'escrache d'Amérique latine en 1980.

## Monde mapuche
Au Chili, ce rituel porte le nom de funa. Il s'agit d'une manifestation contre une personne ou un groupe de personnes répudiés par la société, par exemple l'État. Le nom provient de la langue mapudungún funa, qui correspond à quelque chose de pourri. Une personne ayant subi une funa est appelée «funado» ou «funada». On peut citer par exemple la funa réalisée contre Edwin Dimter Bianchi, l'assassin présumé de Victor Jara à Santiago,, qui mena à son interpellation. La manifestation eu lieu avec le slogan Si no hay justicia, hay funa ! (« S'il n'y a pas de justice, il y a la funa ! ») et Alerta, alerta vecino ! Al lado de tu casa, vive un asesino ! (« Alerte, alerte voisin. Près de chez toi vit un assassin !) ».
La funa est devenue une forme centrale de protestation populaire dans le mouvement pour la reconnaissance et la réparation des crimes du régime de Pinochet, avec notamment la Comisión FUNA créée en 2000. Par la suite, la funa est devenue populaire auprès du mouvement féministe, avec des utilisations sur Internet également.